# Liberty (Condado de Allegheny)
Liberty é um distrito localizado no estado norte-americano da Pensilvânia, no Condado de Allegheny.

## Demografia
Segundo o censo norte-americano de 2000, a sua população era de 2670 habitantes.
Em 2006, foi estimada uma população de 2473, um decréscimo de 197 (-7.4%).

## Geografia
De acordo com o United States Census Bureau tem uma área de 3,9 km², dos quais 3,7 km² cobertos por terra e 0,2 km² cobertos por água.

## Localidades na vizinhança
O diagrama seguinte representa as localidades num raio de 4 km ao redor de Liberty.